# Hartwig von Stiten (Politiker, 1640)
Hartwig von Stiten (* 1640; † 22. Mai 1692 in Lübeck) war ein deutscher Politiker und Lübecker Ratsherr im 17. Jahrhundert.

## Leben

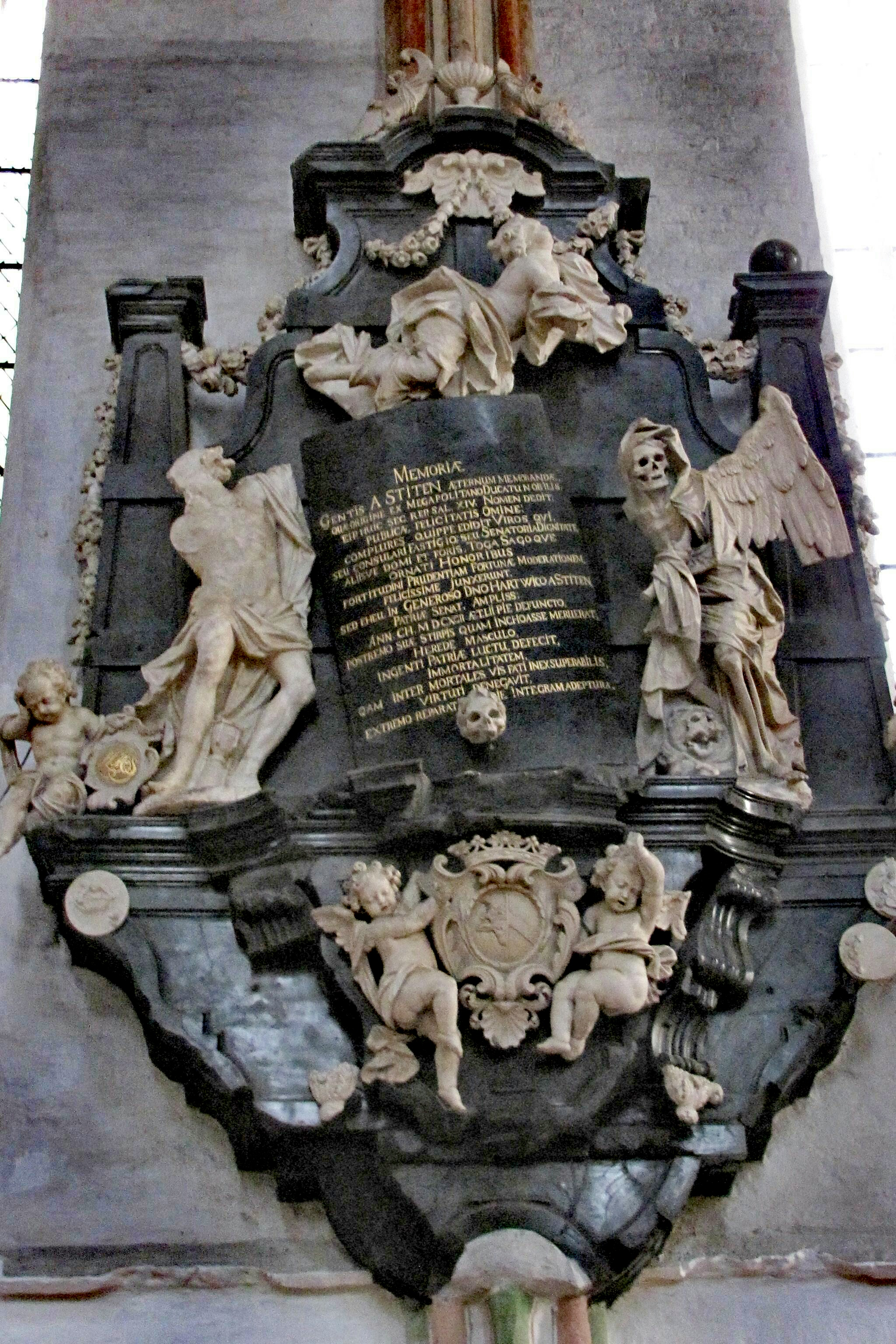
Epitaph in St. Marien

Hartwig von Stiten war Angehöriger einer ursprünglich aus Mecklenburg stammenden Familie des Lübecker Patriziats. Sein Vater war der Ratsherr Jürgen von Stiten. Seine Ehefrau war eine Tochter des Lübecker Bürgermeisters Anton Köhler. Hartwig von Stiten gehörte ab 1669 der Zirkelgesellschaft an und wurde 1687 in den Rat gewählt. Er war Gutsbesitzer von Schönböken. Auch in Krempelsdorf besaß er einen Gutshof. In der Lübecker Marienkirche erinnert ein dramatisches Epitaph geschaffen von dem flämischen Bildhauer Thomas Quellinus an den letzten von Stiten und seine Familie beginnend mit dem ersten Ratsherrn dieses Geschlechts Nikolaus von Stiten.
Schönböken vererbte sich auf den Ratsherren Heinrich Kerkring († 1670).